# Liste der Kulturdenkmäler in Girod
In der Liste der Kulturdenkmäler in Girod sind alle Kulturdenkmäler der rheinland-pfälzischen Ortsgemeinde Girod einschließlich des Ortsteils Kleinholbach aufgeführt. Grundlage ist die Denkmalliste des Landes Rheinland-Pfalz (Stand: 21. Dezember 2021).

## Einzeldenkmäler
| Bezeichnung                                 | Lage                                                       | Baujahr                  | Beschreibung | Bild                                    |
| ------------------------------------------- | ---------------------------------------------------------- | ------------------------ | --- | --------------------------------------- |
| Kreuz                                       | Girod, Grubenweg Lage                                      |                          | Kruzifix, Holz | Fotos hochladen                         |
| Wohnhaus                                    | Girod, Schulstraße 7 Lage                                  | 17. oder 18. Jahrhundert | Fachwerkhaus, teilweise massiv, 17. oder 18. Jahrhundert | Fotos hochladen                         |
| Wohnhaus                                    | Girod, Schulstraße 12 Lage                                 | 17. Jahrhundert          | Obergeschoss des Wohnhauses eines Streckhofs, Zierfachwerk, 17. Jahrhundert                                                                                                | Fotos hochladen                         |
| Katholische Pfarrkirche St. Jacobus Maior   | Girod, Unter der Kirch 3 Lage                              | um 1786                  | romanischer Westturm, barocker Saal, um 1786, neugotischer Chor, 1903; vor der Kirche Holzkreuz, bezeichnet 1808; Gesamtanlage mit Kirchhof und Pfarrhaus, bezeichnet 1871 | weitere Bilder Fotos hochladen          |
| Wegekapelle                                 | Girod, nördlich des Ortes; Flur Unter der Heide Lage       | 1908                     | spitzgiebliger Bruchsteinbau, bezeichnet 1908; bauzeitliche Ausmalung | weitere Bilder Fotos hochladen          |
| Dollmühle                                   | Girod, südöstlich des Ortes am Eisenbach Lage              | 17. und 18. Jahrhundert  | Dreiflügelanlage; Fachwerk-Wirtschaftsgebäude, 17. und 18. Jahrhundert, Fachwerkwohnhaus, Wegekapelle                                                                      | Fotos hochladen                         |
| Brücke                                      | Girod, südöstlich des Ortes und östlich der Dollmühle Lage |                          | einbogige Straßenbrücke über den Eisenbach, Bruchstein | weitere Bilder Fotos hochladen          |
| Katholische Filialkirche St. Peter und Paul | Kleinholbach, Kapellenstraße 9 Lage                        | 1771                     | barocker Saalbau, 1771 | weitere Bilder Fotos hochladen          |
| Grenzstein                                  | Kleinholbach, südwestlich des Ortes                        | 1766                     | Grenzstein, Trachyt, bezeichnet 1766 | Direkt Bild zu diesem Denkmal hochladen |